# Sota Hamaguchi
Sota Hamaguchi (濱口 草太 Hamaguchi Sota?), född 22 maj 1999 i Kochi prefektur, är en japansk fotbollsspelare.
Hamaguchi började sin karriär 2018 i Kamatamare Sanuki.